# Öffne meine Augen
Öffne meine Augen (Originaltitel: Te doy mis ojos) ist ein spanisches Filmdrama von Icíar Bollaín aus dem Jahr 2003. Der Film kam am 8. Oktober 2003 in die spanischen und am 4. August 2005 in die deutschen Kinos. Inhaltlich behandelt werden die Themen häusliche Gewalt, Trennung, Ehebruch, Missbrauch, Gewalt gegen Frauen und Vergangenheitsbewältigung.

## Handlung
Mitten in der Nacht packt Pilar ein paar Sachen zusammen und flieht zusammen mit ihrem siebenjährigen Sohn Juan vor ihrem Ehemann Antonio, der sie schon seit längerer Zeit misshandelt, aus der gemeinsamen Wohnung. Sie sucht Schutz bei ihrer Schwester Ana, die als Kunstrestaurateurin in einer Kirche in Toledo arbeitet, weshalb sie Pilar dort einen Job als Fremdenführerin anbietet.
Um seine Frau zurückzugewinnen, schenkt Antonio ihr Schmuck. Daraufhin beschließt Pilar, ihm eine zweite Chance zu geben, da er ihr verspricht, sich zu ändern und Hilfe bei einem Therapeuten zu suchen. Ana versteht die Entscheidung ihrer Schwester nicht, weshalb sie am Tag ihrer Hochzeit mit John mit ihrer Schwester über die Versöhnung mit Antonio spricht. Dabei kommt es zu einem Streit zwischen den beiden Schwestern.
Trotz Antonios Bemühungen, den Ratschlägen seines Therapeuten zu folgen, überwältigen ihn seine gewalttätige Art und seine Unsicherheiten: Er demütigt seine Frau öffentlich, in dem er sie auszieht und nackt auf dem Balkon ausschließt, damit die Nachbarschaft sie in ihrer Blöße sehen kann. Pilar beschließt nun endgültig, Antonio zu verlassen, woraufhin dieser versucht, sich die Pulsadern aufzuschneiden. Sein Selbstmordversuch scheitert jedoch und er kann rechtzeitig in ein Krankenhaus gebracht werden.
Daraufhin kehrt Pilar in das Haus ihrer Schwester zurück und die beiden vertragen sich wieder. Mit ihren Arbeitskolleginnen kehrt Pilar in ihre ehemalige Wohnung zurück und packt ihre Sachen zusammen, um ein neues Leben zu beginnen und die Beziehung mit Antonio endgültig zu beenden.

## Rezeption

### Kritiken
Der Film konnte bislang 91 Prozent der Kritiker bei Rotten Tomatoes überzeugen und erhielt hierbei eine durchschnittliche Bewertung von 7,6 der möglichen 10 Punkte. Das Lexikon des internationalen Films urteilt: „Die hervorragenden Hauptdarsteller sensibilisieren für die ergreifend hoffnungslose Liebesgeschichte über eine fatale Mischung aus Zärtlichkeit, Aggression und Minderwertigkeitsgefühlen, die in unerträgliche Einsamkeit mündet.“

### Auszeichnungen und Nominierungen
- 2004: Goya in der Kategorie Bester Film[4]
- 2004: Goya für Icíar Bollaín für Beste Regie
- 2004: Goya für Luis Tosar als Bester Hauptdarsteller
- 2004: Goya für Laia Marull als Beste Hauptdarstellerin
- 2004: Goya für Candela Peña als Beste Nebendarstellerin
- 2004: Nominierung beim Goya für Elisabet Gelabert als Beste Nachwuchsdarstellerin
- 2004: Goya für Icíar Bollaín und Alicia Luna für Bestes Originaldrehbuch
- 2004: Nominierung beim Goya in der Kategorie Bester Schnitt für Ángel Hernández Zoido
- 2004: Goya für Eva Valiño, Pelayo Gutiérrez und Alfonso Pino für Bester Ton
- 2004: 13th Actors and Actresses Union Awards für Luis Tosar als Bester Hauptdarsteller[5]
- 2004: 13th Actors and Actresses Union Awards für Laia Marull als Beste Hauptdarstellerin
- 2004: 13th Actors and Actresses Union Awards für Candela Peña als Beste Nebendarstellerin
- 2004: Nominierung beim European Film Award für Alberto Iglesias als Best Composer[6]
- 2004: Nominierung beim European Film Award für Icíar Bollaín als Best Director
- 2004: Nominierung beim Jameson People’s Choice Award für Laia Marull als Best Actress
- 2005: Nominierung bei den 47th Ariel Awards in der Kategorie Best Iberoamerican film[7]